# برسام
بِرسام یا بَرسام، در شاهنامه نام پسر بیژن است که سرداری دلیر بود و به فرمان بیژن، برای یاری ماهوی به مرو تاخت تا در آنجا با یزدگرد سوم نبرد کند. پیمان میان ماهوی و برسام بر این بود که در صورت پیروزی برسام بر یزدگردسوم، غنائم نفیس چون تاج و تخت کیانی به برسام هدیه شود.

## پیشینه برسام خراسانی
هنگامی که یزگردسوم در نبرد قادسیه باخت با خدم و حشم بسیار از طریق ری راهی خراسان شد تا مگر سپاهی از آن دیار گردآورد دوبار با قوای اسلام مقابله نماید. اما سرنوشت برای او رقم دیگری زده او باید تک و تنها در داخل آسیابی به خاطر لباس ذی‌قیمت و تاج و شمشیر مرصع پهلویش شکافته می‌شد و جسدش در گرداب زرق انداخته می‌شد.
فرخ‌زاد هرمز در معیت شاه ایران تا خراسان آمد و در طوس شاه و دودمان سلطنتی را به ماهوی کنارنگ آنجا سپرد و خود برگشت. ولی ماهوی خائن شده طمع به اموال یامفت او را وسوسه کرد، بدین ترتیب برسام را برانگیخت با یزدگرد بجنگد. در جنگ متأسفانه گارد یزدگرد هم شاه را همراهی نکرد و زمانی شاه در میدان خود را تک و تنها یافت به همین سبب با همان لباس شاهانه گریخت شبانگاه به آسیابی دور افتاده پناه برد. سحرگاهان آسیابان وقتی داخل شد نوری که از زرق و برق البسه شاه ساطع می‌شد خیره ماند. از سوی دیگر ماهوی سخت در تعقیب شاه بود که آسیابان خبر مسرت بخشی به او داد. و سرنوشت واپسین روزهای آخرین پادشاه ساسانی اینگونه رقم خورد.
میان ماهوی و برسام پیمان بر این بود که در صورت پیروزی او بر یزدگرد، تاج و تخت شاه ایران به برسام سپرده شود ولی چنین اتفاقی نیفتادپس برسام خشمگین شد و بر ماهوی یورش برد و او را گرفتار ساخت و سپس وی را نزد پدرش بیژن بُرد. حکیم فردوسی در فرازی از شاهنامه از برسام چنین یاد می‌کند:
| به برسام فرمای تا با سپاه |  | به یاری شود سوی آن رزمگاه |

...
| به برسام فرمود تا ده هزار  |  | نبرده سواران خنجر گزار      |
| به مرو اندورن ساز جنگ آورد |  | مگر گنج ایران به چنگ آورد   |
| سپاه از بخارا چو پرّان تذرو |  | بیامد به یک هفته تا شهر مرو |